# Elecciones municipales de Huamanga de 1963
Las elecciones municipales de Huamanga de 1963 se llevaron a cabo el 15 de diciembre de 1963 para elegir al alcalde y al Concejo Provincial de Huamanga para el periodo 1964-1966. La elección se celebró simultáneamente con elecciones municipales en todo el país, restablecidas tras medio siglo. Asimismo, por primera vez en la historia del Perú, las autoridades locales fueron elegidas por voto universal alfabeto y directo. Por primera vez en la historia del Perú, las autoridades locales fueron elegidas por voto universal alfabeto y directo.

## Sistema electoral
La Municipalidad Provincial de Huamanga es el órgano administrativo y de gobierno de la provincia de Huamanga. Está compuesta por el alcalde y el Concejo Provincial.
La votación del alcalde y el concejo se realiza en base al sufragio universal alfabeto, que comprende a todos los ciudadanos nacionales mayores de veintiún años, empadronados y residentes en la provincia de Huamanga y en pleno goce de sus derechos políticos.
El Concejo Provincial de Huamanga está compuesto por 14 concejales elegidos por sufragio directo para un período de tres (3) años, en forma conjunta con la elección del alcalde (quien lo preside). La votación es por lista cerrada y bloqueada. Se asigna a la lista ganadora los escaños según el método d'Hondt.

## Partidos y candidatos
A continuación se muestra una lista de los principales partidos y alianzas electorales que participaron en las elecciones:
| Candidatura | Candidatura | Partidos y alianzas | Candidato | Candidato                 | Ideología                                           | Ref. |
| ----------- | ----------- | --- | --------- | ------------------------- | --------------------------------------------------- | ---- |
|             | AP–DC       | Lista - Alianza Acción Popular - Democracia Cristiana (AP–DC) – Acción Popular (AP) – Partido Demócrata Cristiano (DC)                          |           | Francisco Vidal Fernández | Liberalismo Humanismo Democracia cristiana          |      |
|             | APRA–UNO    | Lista - Coalición Partido Aprista Peruano - Unión Nacional Odriísta (APRA–UNO) – Partido Aprista Peruano (APRA) – Unión Nacional Odriísta (UNO) |           | Felipe Bedoya Saez        | Aprismo Conservadurismo social Populismo de derecha |      |
|             | IND         | Lista - Lista Independiente Unión del Pueblo de Ayacucho                                                                                        |           | Mariano Jáuregui Chávez   | Localismo huamanguino                               |      |

## Resultados

### Sumario general
|                        |                                                                        |              |              |              |            |            |
| Partidos y coaliciones | Partidos y coaliciones                                                 | Voto popular | Voto popular | Voto popular | Concejales | Concejales |
| Partidos y coaliciones | Partidos y coaliciones                                                 | Votos        | %            | +/−          | Total      | +/−        |
|                        | Alianza Acción Popular - Democracia Cristiana (AP–DC)                  | 2,891        | 58.06        | n/a          | 9          | n/a        |
|                        | Coalición Partido Aprista Peruano - Unión Nacional Odriísta (APRA–UNO) | 1,563        | 31.39        | n/a          | 4          | n/a        |
|                        | Lista Independiente Unión del Pueblo de Ayacucho                       | 525          | 10.54        | n/a          | 1          | n/a        |
|                        |                                                                        |              |              |              |            |            |
| Total                  | Total                                                                  | 4,979        |              |              | 14         | n/a        |
|                        |                                                                        |              |              |              |            |            |
| Votos válidos          | Votos válidos                                                          | 4,979        | 84.02        | n/a          |            |            |
| Votos en blanco        | Votos en blanco                                                        | 375          | 6.33         | n/a          |            |            |
| Votos nulos            | Votos nulos                                                            | 572          | 9.65         | n/a          |            |            |
| Votos emitidos         | Votos emitidos                                                         | 5,926        | 78.80        | n/a          |            |            |
| Abstenciones           | Abstenciones                                                           | 1,594        | 21.20        | n/a          |            |            |
| Votantes registrados   | Votantes registrados                                                   | 7,520        |              |              |            |            |
|                        |                                                                        |              |              |              |            |            |
| Fuente:                |                                                                        |              |              |              |            |            |

## Elecciones municipales distritales

### Resultados por distrito
La siguiente tabla enumera el control de los distritos de la provincia de Huamanga.
| Distrito            | Alcalde(sa) electo(a)     | Partido político | Partido político   |
| ------------------- | ------------------------- | ---------------- | ------------------ |
| Acos Vinchos        | Luis Córdova Vásquez      |                  | Coalición APRA-UNO |
| Carmen Alto         | Blas Tapahuasco Ocejo     |                  | Alianza AP-DC      |
| Chiara              | Óscar Huamán Murillo      |                  | Coalición APRA-UNO |
| Quinua              | Juan Oriundo Suárez       |                  | Alianza AP-DC      |
| San José de Ticllas | Ernesto Barboza López     |                  | Alianza AP-DC      |
| San Juan Bautista   | Jesús Tapahuasco Pérez    |                  | Alianza AP-DC      |
| Santiago de Pischa  | Simón Llactahuamán Yauli  |                  | Alianza AP-DC      |
| Socos-Vinchos       | Glicerio Barboza Bajalqui |                  | Alianza AP-DC      |
| Tambillo            | Teófilo Tineo Cabrera     |                  | Alianza AP-DC      |